# Komorowski (geslacht)

Het wapen van Korczak. Dit wapen werd door meerdere Poolse geslachten in gebruik genomen.

Komorowski is een Pools adellijk geslacht uit het stamhertogdom Bełz.
Vele leden zijn actief in de politiek, en in de hoge clerus. In België zijn de kinderen van graaf Leon Komorowski en zijn vrouw prinses Zofia Maria Sapieha-Kodenski gehuwd met leden van de Belgische adel. Anne Marie Komorowska huwde met graaf Patrick d'Udekem d'Acoz, en zij zijn de ouders van Mathilde d'Udekem d'Acoz ofwel koningin Mathilde.

## Enkele telgen
- Stanislaw Komorowski (1746-1778)
  - Franciszek Komorowski (?-?) 
    - Wiktor Komorowski (1821-1885)
      - Leon Wilhelm graaf Komorowski (1849-1896), erkenning van de titel van graaf in 1894
        - Michal graaf Komorowski (1875-1950)
          - Léon Michal graaf Komorowski (1907-1992)
            - Gravin Anne Marie Komorowska, moeder van koningin Mathilde
- Jan Komorowski (1767-1826)
  - Antoni (1790-1846)
    - Pjotr Komorowski (1838-1905)
      - Zygmunt graaf Komorowski (1865-1920), erkenning van de titel van graaf in 1894
        - Julius graaf Komorowski (1893-1982)
          - Zygmunt graaf Komorowski (1925-1992), hoogleraar sociologie, Pools ambassadeur
            - Graaf Bronisław Komorowski 1952), president van Polen

## Andere telgen
- Graaf Adam Ignatius Komorowski (1699-1759), primaat van Polen
- Graaf Tadeusz Bór-Komorowski (1895-1966), generaal en premier van de Poolse regering in ballingschap